# Yttrium
L'yttrium est l'élément chimique de numéro atomique 39, de symbole Y. C'est un élément de transition dont le comportement chimique est proche de celui des lanthanides, et classé historiquement, avec le scandium et les lanthanides, parmi les terres rares. L'yttrium possède un seul isotope stable qui est également son seul isotope naturel, 89Y, faisant de lui à la fois un élément monoisotopique et un élément mononucléidique. Le corps simple a l'aspect d'un métal.
Dans la nature, on ne rencontre jamais l'yttrium à l'état natif, mais le plus souvent combiné avec des lanthanides dans des minerais de terres rares. L'yttrium a été découvert en 1794, sous forme d'oxyde, par Johan Gadolin dans un échantillon de gadolinite découvert par Carl Axel Arrhenius. Anders Gustaf Ekeberg baptisa ce nouvel oxyde yttria. Il a été isolé pour la première fois en 1828 par Friedrich Wöhler.
L'utilisation la plus importante de l'yttrium est la fabrication de luminophores, tels ceux utilisés dans les téléviseurs à tube cathodiques ou les LED. Ses autres applications incluent la production d'électrodes, d'électrolytes, de filtres électroniques, de lasers et de matériaux supraconducteurs, et des applications médicales variées. L'yttrium ne joue aucun rôle biologique connu, mais une exposition à ce métal peut causer des maladies pulmonaires chez l'homme.

## Histoire
En 1787, Carl Axel Arrhenius, un lieutenant de l'armée et chimiste amateur, découvre une roche noire lourde dans une ancienne carrière proche du village suédois d'Ytterby (aujourd'hui dans l'archipel de Stockholm). Pensant qu'il s'agit d'un minéral inconnu contenant du tungstène, élément qui vient d'être découvert, il le baptise ytterbite (d'après le nom du village où il l'a découvert, plus le suffixe -ite pour indiquer qu'il s'agit d'un minéral) et envoie des échantillons à plusieurs chimistes pour des analyses.

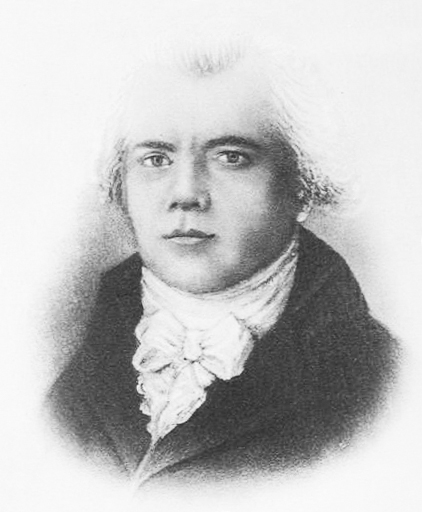
Johan Gadolin, découvreur de l'oxyde d'yttrium.

Johan Gadolin, de l'université d'Åbo, identifie un nouvel oxyde ou "terre" dans l'échantillon d'Arrhenius en 1789 et publie son analyse complète en 1794. Ces travaux sont confirmés en 1797 par Anders Gustaf Ekeberg qui baptise le nouvel oxyde yttria. Dans les décennies qui suivent les travaux de Lavoisier, qui a développé la première définition moderne des éléments chimiques, on pense que les terres peuvent être réduites pour obtenir les éléments purs, ce qui signifie que la découverte d'une nouvelle terre était équivalente à la découverte d'un nouvel élément, qui aurait alors été dans ce cas l'yttrium (on donnait aux oxydes une terminaison en -a et aux éléments en -ium).
En 1843, Carl Gustav Mosander découvre que les échantillons d'yttria de Gadolin contiennent trois oxydes différents : de l'oxyde d'yttrium blanc (yttria), de l'oxyde de terbium jaune (baptisé à l'époque "erbia" ce qui peut prêter à confusion), et de l'oxyde d'erbium rose (baptisé à l'époque "terbia" ce qui peut là encore prêter à confusion). En 1878, Jean Charles Galissard de Marignac isole un quatrième oxyde, l'oxyde d'ytterbium. Les nouveaux éléments seront ensuite isolés à partir de chacun de leurs oxydes, et baptisés d'une manière qui rappelle le nom du village "Ytterby" (yttrium, ytterbium, terbium, et erbium). Au cours des décennies suivantes, sept autres métaux seront découverts dans l'yttria de Gadolin. Comme finalement cet yttria n'était pas une terre mais un minéral, Martin Heinrich Klaproth le renomme gadolinite en hommage à Gadolin.
L'yttrium métal a été isolé pour la première fois en 1828 par Friedrich Wöhler en chauffant du chlorure d'yttrium anhydre avec du potassium, selon la réaction :
YCl3 + 3 K → 3 KCl + Y
Jusqu'aux années 1920, le symbole chimique utilisé pour l'yttrium était Yt, puis le Y s'est imposé dans les usages.

## Caractéristiques

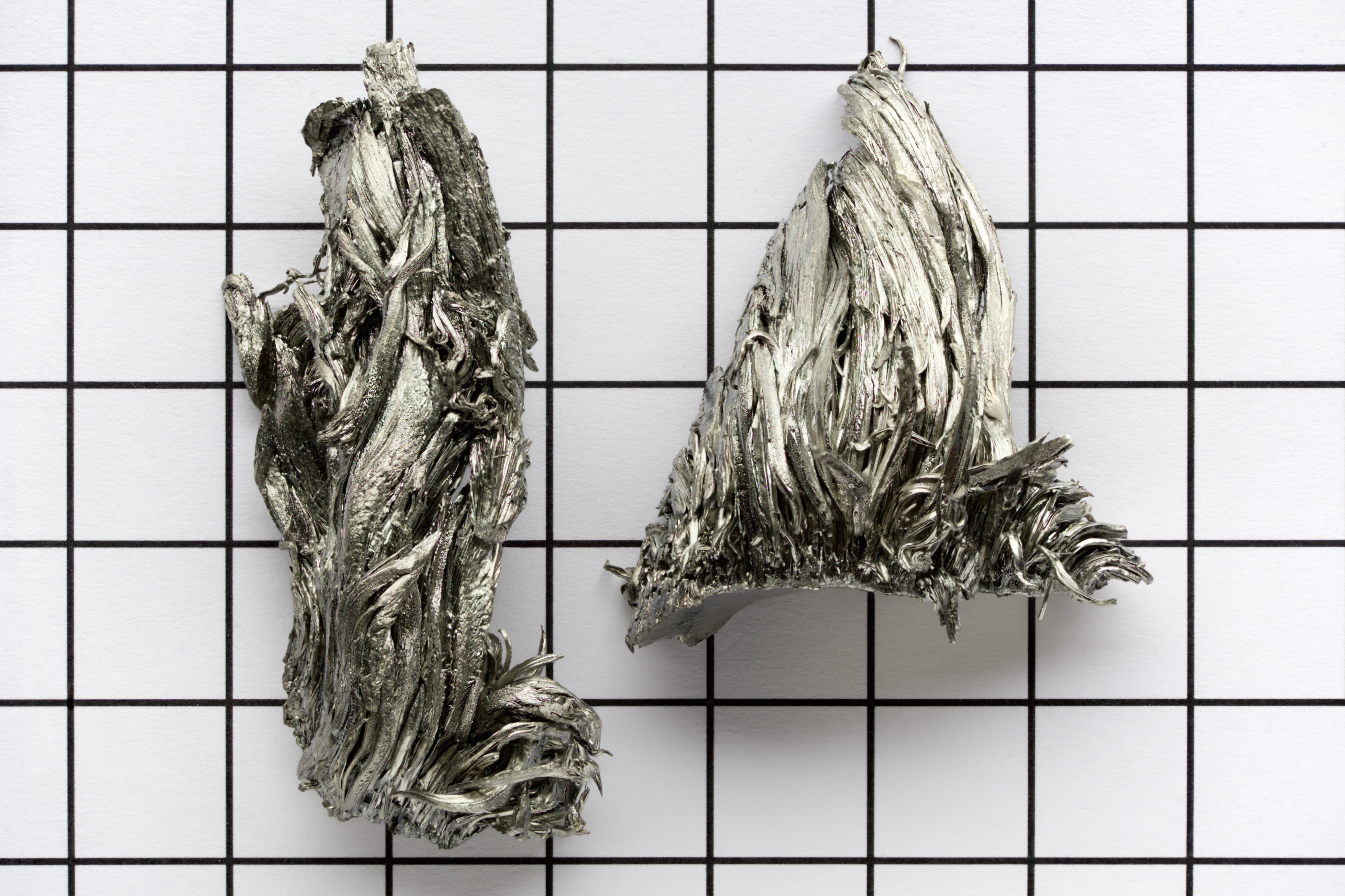
Yttrium, sublimé dendritiques

### Isotopes
L'yttrium possède 33 isotopes connus, de nombre de masse variant entre 76 et 108, et 29 isomères nucléaires. Parmi ces isotopes, un seul est stable, 89Y, et constitue l'intégralité de l'yttrium naturellement présent, faisant de l'yttrium un élément monoisotopique et aussi un élément mononucléidique. Sa masse atomique standard est donc la masse isotopique de 89Y, soit 88,905 85(2) u.

### Propriétés
L'yttrium est un métal mou, d'apparence métallique, appartenant aux éléments du groupe 3 de la classification périodique. Comme attendu de par la périodicité des propriétés, il est moins électronégatif que le scandium et le zirconium, mais plus électronégatif que le lanthane,. C'est le premier élément du groupe d de la cinquième période de la classification.
L'yttrium pur est relativement stable à l'air sous forme massive du fait de la formation d'une couche de passivation d'oxyde d'yttrium à sa surface. Ce film peut atteindre une épaisseur de 10 micromètres lorsqu'il est chauffé à 750 °C en présence de vapeur d'eau. Réduit en poudre ou copeaux, l'yttrium n'est pas stable à l'air, et peut s'enflammer spontanément si la température dépasse 400 °C. Lorsqu'il est chauffé à 1 000 °C sous azote, il se forme du nitrure d'yttrium YN.

### Points communs avec les lanthanides
L'yttrium partage tellement de points communs avec les lanthanides qu'historiquement il a été regroupé avec ces éléments parmi les terres rares et se rencontre toujours dans des minerais de terres-rares dans la nature.
Chimiquement, l'yttrium ressemble plus aux lanthanides que son voisin dans la classification périodique le scandium. Si ces propriétés physiques étaient tracées en fonction du numéro atomique, il aurait alors un numéro apparent entre 64,5 et 67,5, qui le placerait entre le gadolinium et l'erbium dans la classification.
Sa réactivité chimique ressemble à celle du terbium et du dysprosium. Son rayon atomique est si proche de ceux des terres-rares lourdes qu'en solution il se comporte comme l'une d'entre elles,. Bien que les lanthanides soient situés une ligne en dessous de l'yttrium dans la classification périodique, cette similitude de rayons ioniques s'explique par la contraction des lanthanides.
L'une des quelques différences notables entre la chimie des lanthanides et celle de l'yttrium c'est que ce dernier ne se rencontre quasiment qu'à l'état trivalent, alors qu'à peu près la moitié des terres rares peuvent posséder des états de valence différents.

### Composés de l'yttrium et réactions le mettant en jeu
En tant que métal de transition trivalent, l'yttrium forme de nombreux composés inorganiques, généralement à l'état d'oxydation +3, en mettant en jeu ses trois électrons de valence dans des liaisons. C'est le cas par exemple de l'oxyde d'yttrium (Y2O3).
L'yttrium se rencontre sous forme de fluorure, d'hydroxyde ou d'oxalate insolubles dans l'eau. En revanche, le bromure, le chlorure, l'iodure, le nitrate et le sulfate sont solubles dans l'eau. L'ion Y3+ en solution est incolore du fait de l'absence d'électrons électron d ou f dans sa structure électronique.
L'yttrium réagit vivement avec l'eau pour former de l'oxyde d'yttrium. Il n'est pas attaqué rapidement par l'acide nitrique concentré ou l'acide fluorhydrique, mais l'est par d'autres acides forts.
Avec les halogènes, il forme des trihalogénures à des températures de l'ordre de 200 °C. Il forme également des composés binaires avec le carbone, le phosphore, le sélénium, le silicium et le soufre à températures élevées.
L'yttrium est également présent dans des composés organométalliques. Un petit nombre sont connus avec l'yttrium au degré d'oxydation 0, (le degré +2 a été observé dans des chlorures fondus et l'état +1 dans des clusters d'oxyde en phase gazeuse). Des réactions de trimérisation ont été observées mettant en jeu des organo-yttriens comme catalyseurs. Ces composés ont été obtenus à partir de chlorure d'yttrium, lui-même formé par réaction d'oxyde d'yttrium, d'acide chlorhydrique concentré et de chlorure d'ammonium,.
Les complexes d'yttrium furent le premier exemple de complexes où des ligands carboranyl sont liés à un ion central en d0 avec une hapticité η7.

## Occurrence

### Abondance, gisements
L'yttrium est présent dans la plupart des minéraux contenant des terres-rares, ainsi que dans certains minerais d'uranium, mais ne se rencontre jamais à l'état natif dans la nature.
On trouve l'yttrium dans les sables de monazite ((Ce, La,Th, Nd,Y)PO4) et bastnäsite ((Ce, La,Th, Nd,Y)(CO3)F). Il est très difficile à séparer des autres métaux de la même famille auxquels il est toujours associé.
L'yttrium apparaît dans un grand nombre de minéraux, toujours associé aux autres terres rares :
- l'allanite (sorosilicate), ou orthite, la bastnäsite ;
- la bétafite et la samarskite où il est associé à l'uranium ;
- et encore l'euxénite, la fergusonite, la gadolinite, le xénotime.

Ces minerais sont plus ou moins radioactifs.
Les échantillons lunaires collectés au cours du programme Apollo contiennent une quantité notable d'yttrium.
L'yttrium est présent dans la croute terrestre à hauteur de 31 ppm, ce qui en fait le 28e élément le plus abondant, avec une abondance 400 fois plus élevée que celle de l'argent. On le trouve dans les sols à une concentration de 10  à   150 ppm (moyenne dans les masses à sec de 23 ppm) et dans l'eau de mer à une concentration de 9 ppt.
L'yttrium ne joue aucun rôle biologique connu, mais on le rencontre dans la plupart (si ce n'est tous) des organismes, et il se concentre chez l'homme dans le foie, les reins, les poumons, la rate et les os. Il n'y a normalement pas plus de 0,5 mg d'yttrium dans le corps humain. On le trouve à hauteur de 4 ppm dans le lait maternel. Les plantes comestibles en contiennent à des concentrations comprises entre 20  et   100 ppm, les concentrations les plus élevées se rencontrant dans le chou. Les plantes ligneuses possèdent les concentrations d'yttrium les plus élevées connues avec 700 ppm.

#### Gisements
En avril 2018, alors que la Chine et l'Australie sont les premiers producteurs de terres rares, dans la revue Nature des chercheurs japonais estiment que les gisements nouveaux détectés à l'Est du Japon représentent sur 2 500 km2 environ 16 millions de tonnes de terres rares, situées dans le sédiment marin, à plus de 5 000 mètres de profondeur ; sur 2499 km2, le fond contiendrait là plus de 16 millions de tonnes d'oxydes de terres rares, soit 780 ans d'approvisionnement mondial en yttrium (et aussi 730 ans de réserve de dysprosium, 620 ans pour l'europium, 420 ans pour le terbium, selon une publication d'avril 2018 dans Scientific Reports,.

### Formation
Dans le système solaire, l'yttrium s'est formé par nucléosynthèse stellaire, majoritairement par processus s (≈72 %) et minoritairement par processus r (≈28 %).
Tous les éléments du groupe 3 possèdent un nombre impair de protons et ont donc peu d'isotopes stables. L'yttrium n'en possède qu'un, 89Y, qui est également le seul qui se rencontre dans la nature. L'abondance de l'yttrium 89 est plus élevée que ce qu'elle devrait être au premier abord. Ceci s'explique par le fait que son processus de formation, lent, tend à favoriser les isotopes de nombre de masse voisin de 90, 138 ou 208, qui possède un noyau atomique inhabituellement stable avec 50, 82 et 126 neutrons respectivement,. 89Y possède un nombre de masse de 89 et 50 neutrons dans son noyau.

### Production
Les similitudes de propriétés chimiques de l'yttrium et des lanthanides font qu'il est concentré dans la nature selon les mêmes procédés et qu'on le retrouve dans des minerais au sein de minéraux contenant des terres rares. On peut observer une séparation partielle entre les terres rares légères (début de la famille) et les terres rares lourdes (fin de la famille), mais cette séparation n'est jamais complète. Bien qu'il possède une masse atomique plus faible, l'yttrium se concentre du côté des terres rares lourdes,.

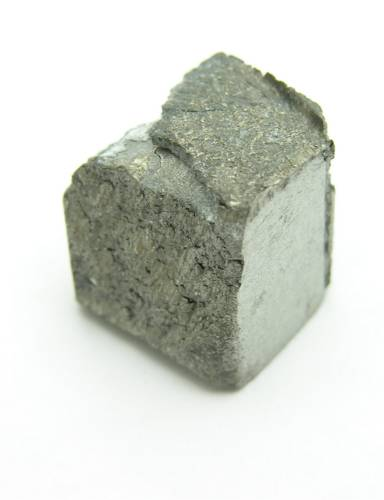
Un morceau d'yttrium. L'yttrium est difficile à séparer des terres-rares.

Il y a quatre sources principales d'yttrium:
- Les minerais contenant des carbonates ou des fluorures de terres rares légères, comme la bastnäsite ([(Ce, La, etc.)(CO3)F]), contiennent en moyenne 0,1 % d'yttrium[9],[44] ainsi que des terres rares lourdes. Entre les années 1960 et 1990, la principale source de bastnäsite était la mine de terres rares de Mountain Pass en Californie, ce qui a fait des États-Unis le plus gros fournisseur de terres rares lourdes de cette période[44],[46].
- La monazite ([(Ce, La, etc.)PO4]), qui est principalement un phosphate, est un gisement alluvionnaire créé par l'érosion du granit. C'est un minerai de terres rares légères contenant 2 %[44] (ou 3 %)[47] d'yttrium. Les gisements les plus importants ont été découverts en Inde et au Brésil au début du XIXe siècle, ce qui a fait de ces deux pays les premiers producteurs d'yttrium durant la première moitié de ce siècle[44],[46].
- La xénotime, un phosphate de terres rares lourdes, est le principal minerai de ces dernières et contient jusqu'à 60 % de phosphate d'yttrium (YPO4)[44]. Les plus grandes mines pour ce minéral sont le gisement de Bayan Obo en Chine, ce qui fait de ce pays le plus gros exportateur de terres-rares lourdes depuis la fin de l'exploitation de la mine de Mountain Pass au cours des années 1990[44],[46].
- Les argiles absorbeuses d'ions ou argiles de Lognan sont produits par la météorisation du granit, et contiennent 1 % de terres rares lourdes[44]. Le minerai concentré peut contenir jusqu'à 8 % d'yttrium. Ces argiles sont principalement exploités dans le sud de la Chine[44],[46],[48]. On trouve également de l'yttrium dans la samarskite et la fergusonite[37].

L'yttrium est difficile à séparer des autres terres rares. Une méthode pour l'obtenir pur à partir du mélange d'oxyde contenu dans le minerai est de dissoudre l'oxyde dans l'acide sulfurique puis d'utiliser la chromatographie à échange d'ions. L'ajout d'acide oxalique permet de faire précipiter l'oxalate d'yttrium. Cet oxalate est ensuite transformé en oxyde par chauffage sous oxygène. On obtient ensuite du fluorure d'yttrium par réaction avec le fluorure d'hydrogène.
La production mondiale annuelle d'oxyde d'yttrium a atteint 600 tonnes en 2001, avec des réserves estimées de 9 millions de tonnes. Seules quelques tonnes d'yttrium métal sont produites chaque année par réduction du fluorure d'yttrium en une éponge métallique par réaction avec un alliage de calcium et magnésium. L'yttrium peut être fondu à 1 600 °C au four à arc,.

## Applications

### Utilisations grand public

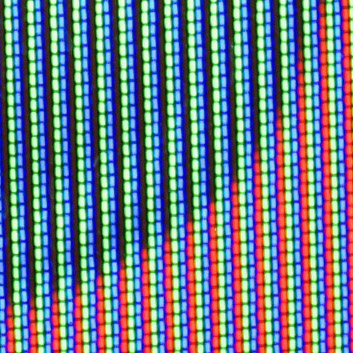
L'yttrium est l'un des éléments utilisés pour produire les luminophores rouges pour les téléviseurs à écran cathodique.

L'oxyde d'yttrium peut être dopé par des ions Eu3+ et servir de réactif pour obtenir de l'orthovanadate d'yttrium YVO4:Eu3+ ou de l'oxysulfure d'yttrium Y2O2S:Eu3+, qui sont des luminophores utilisés pour obtenir la couleur rouge dans les téléviseurs à tube cathodique,. La couleur rouge en elle-même est produite par la désexcitation des atomes d'europium. Les composés d'yttrium peuvent être dopés par différents cations lanthanides. L'ion Tb3+ peut être utilisé pour obtenir une luminescence verte. L'oxyde d'yttrium est également utilisé comme additif de frittage pour la production de nitrure de silicium poreux.
Des composés de l'yttrium sont utilisés comme catalyseur pour la polymérisation de l'éthylène. Sous forme métallique, il est utilisé dans les électrodes de certaines bougies d'allumage à hautes performances. L'yttrium est également utilisé dans la fabrication de manchons à incandescence pour les lampes au propane, en remplacement du thorium radioactif.
L'utilisation de zircone stabilisé à l'yttrium est en plein développement, notamment comme électrolyte solide (conducteur d'oxygène) et comme capteur d'oxygène dans les systèmes d'échappement automobile.

### Grenats

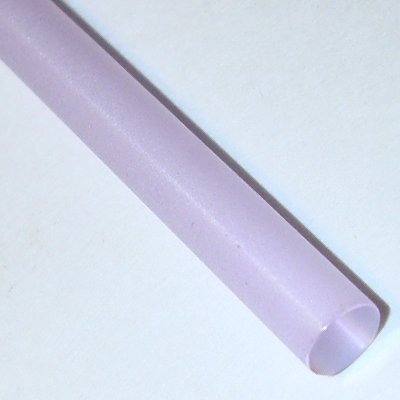
Laser Nd:YAG.

L'yttrium est utilisé dans la production d'une grande variété de grenats synthétiques, et l'oxyde d'yttrium est utilisé pour produire des YIG (grenat de fer et d'yttrium) qui sont utilisés pour fabriquer des filtres micro-ondes très efficaces. Les grenats d'yttrium, fer, aluminium et gadolinium (par ex. Y3(Fe, Al)5O12 et Y3(Fe, Ga)5O12) possèdent des propriétés magnétiques importantes. Les YIG sont également très performants en tant que transmetteur d'énergie acoustique et comme transducteur.
Les grenats d'aluminium et d'yttrium (Y3Al5O12 ou YAG) possèdent une dureté de 8,5 (échelle de Mohs) et sont utilisés en joaillerie pour imiter le diamant. Dopé par du cérium, les cristaux de YAG:Ce sont utilisés comme luminophores dans des LEDs blanches,,.
Les YAG, l'oxyde d'yttrium, le fluorure d'yttrium-lithium, et l'orthovanadate d'yttrium sont utilisés dopés notamment par le néodyme, l'erbium ou l'ytterbium dans les lasers proches infrarouge,. Les lasers YAG peuvent être utilisés à haute puissance et sont utilisés pour la découpe de métaux. Les monocristaux de YAG dopés sont généralement fabriqués par la méthode Czochralski.

### Additif
De petites quantités d'yttrium (0,1 à 0,2 %) ont été utilisés pour réduire la taille des grains du chrome, du molybdène, du titane et du zirconium. Il est également utilisé pour améliorer les propriétés mécaniques d'alliages d'aluminium et de magnésium. L'ajout d'yttrium à des alliages facilite généralement leur mise en forme, réduit la recristallisation à haute température et augmente de manière significative la résistance à l'oxydation à hautes températures.
L'yttrium peut être utilisé pour désoxyder le vanadium et d'autres métaux non ferreux. L'oxyde d'yttrium est utilisé pour stabiliser la zircone cubique, utilisée notamment en joaillerie.
L'oxyde d'yttrium peut également être utilisé dans la formulation de céramiques et de verres, auxquels il confère une meilleure résistance aux chocs ainsi qu'un coefficient de dilatation thermique plus faible. Il est donc notamment utilisé pour les objectifs photographiques.

### Médecine
L'isotope radioactif 90Y est utilisé dans des médicaments comme l'Yttrium Y 90-DOTA-tyr3-octreotide et l'ibritumomab tiuxétan, utilisés dans le traitement de plusieurs cancers dont les lymphomes, les leucémies, les cancers des ovaires, du pancréas, des os et le cancer colorectal. Il agit en se fixant aux anticorps monoclonaux, qui à leur tour se lient aux cellules cancéreuses et les détruisent du fait des émissions β liées aux désintégrations de l'yttrium 90.
Des aiguilles en yttrium-90, qui peuvent couper de manière plus précises que des scalpels, ont été utilisées pour agir sur les nerfs qui transmettent la douleur dans la moelle épinière, et l'yttrium 90-est également utilisé pour pratiquer des synoviorthèses isotopiques dans le traitement d'inflammations articulaires, particulièrement des genoux, pour des patients atteints par exemple de polyarthrite rhumatoïde.

### Supraconducteurs

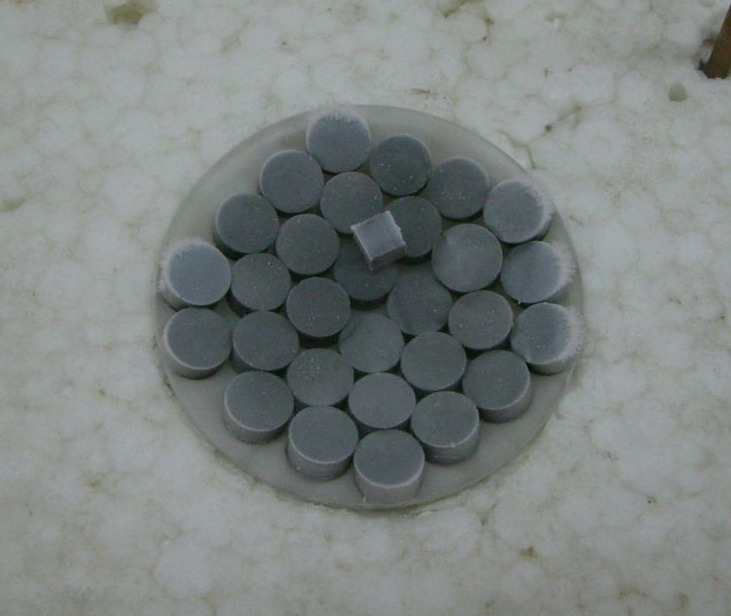
Supraconducteur YBaCuO.

En 1987, de la supraconductivité à haute température critique a été observé dans un matériau contenant de l'yttrium, YBa2Cu3O7. Il ne s'agissait que du deuxième matériau à posséder cette propriété et le premier pour lequel la température critique (Tc = 93K) était supérieure à la température d'ébullition de l'azote liquide (77K).

## Sécurité
Les composés de l'yttrium solubles dans l'eau sont considérés comme modérément toxiques, ceux insolubles dans l'eau comme non toxiques. Au cours d'expériences sur des animaux, l'yttrium et ses composés ont entraîné des dommages au foie et aux poumons, mais la toxicité est variable suivant le composé considéré. Chez le rat, l'inhalation de citrate d'yttrium cause des œdèmes pulmonaires et des dyspnées, tandis que l'inhalation de chlorure d'yttrium occasionne des œdèmes du foie, des épanchements pleuraux et des hyperémies pulmonaires.
Une exposition à des composés yttriés peut entraîner chez l'homme des maladies des poumons. Des travailleurs exposés à des poussières de vanadate d'europium et d'yttrium en suspension ont ressenti des irritations légères des yeux, de la peau et des voies respiratoires, mais qui peuvent avoir été causées par le vanadium plutôt que par l'yttrium. Une exposition intense à des composés yttriés peut entraîner des essoufflements, de la toux, des douleurs à la poitrine et une cyanose. Le NIOSH recommande de ne pas dépasser une exposition limite de 1 mg/m3 et un DIVS de 500 mg/m3. Les poussières d'yttrium sont inflammables.